# بيتر بيكر (لاعب كريكت)
بيتر بيكر (18 سبتمبر 1945 في المملكة المتحدة - 3 أكتوبر 2000 في المملكة المتحدة) (بالإنجليزية: Peter Baker)‏ هو لاعب كريكت بريطاني. لعب مع Berkshire County Cricket Club ‏ وOxfordshire County Cricket Club ‏.